# دیو آز
آز برپایه اسطوره‌های مزدیسنا دیوی است که هر چیز را می‌بلعد و سیر نمی‌شود. او دشمن ایزد آذر است. برپایه اوستا به کار بردن شیر و چربی در آیین قربانی او را از پای درمی‌آورد.
بندهش آز را چنین می‌خواند: «آز آن دیو است که [هر] چیز را بیوبارد و چون نیاز را چیزی نرشد، از تن خورد. [او] آن دروجی است که چون همه خواسته گیتی را بدو دهند انباشته نشود و سیر نگردد. چنین گوید که چشم آزمندان دَمَنی‌است که او را سامان نیست.
این دیو را گاهی با پنی دیو یکی دانسته‌اند و آن را پنی و آز خوانده‌اند. پنی، دیو خسّت و تنگ نظری است و مردمان را به انباشتن و نخوردن وامی‌دارد و آز دیو در بندهش این گونه گفته‌است:
«زور از آن کس است که به زن خود خرسند نیست و زن دیگران را نیز برباید.»

## واژه‌شناسی
این نام در پارسی میانه āz و در اوستایی -āzay آمده‌است و به معنای حرص و آز است.